# The Lion
The Lion is een Amerikaanse avonturenfilm uit 1962 in CinemaScope, geregisseerd door Jack Cardiff, met in de hoofdrollen William Holden en Trevor Howard. De film werd opgenomen op locatie in Kenia en Oeganda en op een landgoed in Kenia dat mede eigendom was van Holden, de Mount Kenya Safari Club.
De film is gebaseerd op de roman The Lion van de Franse auteur Joseph Kessel en werd destijds in Nederland uitgebracht onder de titel Vrouwenjacht in Kenia.

## Verhaal
De succesvolle Amerikaanse advocaat Robert Hayward is in Kenia omdat zijn ex-vrouw Christine problemen heeft met hun elfjarige dochter Tina, met wie hij al vele jaren geen contact heeft gehad. Tina, die een grote affiniteit heeft met Afrika, zijn gebruiken en zijn wilde dieren, verzet zich aanvankelijk tegen haar vader omdat ze het gevoel heeft dat hij haar in de steek heeft gelaten.
Christine is hertrouwd en haar nieuwe echtgenoot John Bullit, een voormalig jager, beheert nu een groot Keniaans wildreservaat. Tina beschouwt Bullitt als haar vader en Hayward slechts als de ex-man van haar moeder. Er is spanning tussen de volwassenen omdat Christine Hayward verliet voor Bullitt en werd "betoverd" door de schoonheid van Kenia en de vrije levensstijl van de Afrikaanse wildernis. Christine maakt zich zorgen dat Tina op dezelfde manier wordt "betoverd" door de wilde levensstijl die Bullitt aanmoedigt en vreest dat de ontwikkeling van haar dochter in gevaar komt door geen contact te hebben met de moderne samenleving.
Tina brengt veel tijd door in het gezelschap van King, een volwassen mannelijke leeuw die ze heeft grootgebracht sinds hij een welp was. Tina gelooft dat ze een psychische band met de leeuw heeft, tot het punt dat ze zelfs de partner van King, een wilde leeuwin, uitdaagt. Hayward wint Tina's respect wanneer hij getuige is van deze ontmoeting zonder in paniek te raken, maar ze realiseert zich niet dat haar vader nu net als haar moeder bezorgd is over haar gevaarlijke levensstijl.
Hayward en Bullit wedijveren om de romantische genegenheid van Christine en om de vaderlijke genegenheid van Tina. Bullitt benadrukt het gevaar van de Afrikaanse wildernis verder door Hayward, Christine en Tina mee te nemen op een roekeloze jeeprit, waarbij hij onnodig wilde olifanten provoceert, aan wie ze ternauwernood ontsnappen. Bullitt lacht het gevaar eerst weg, maar beseft daarna dat zijn macho-vertoning tegen hem werkt wanneer blijkt dat Hayward het wettelijke recht heeft om het gezag over Tina op te eisen.
De trotse zoon en erfgenaam van een lokaal Masai-stamhoofd raakt gefascineerd door Tina nadat hij de bijna magische band tussen haar en King heeft waargenomen. Jagen op leeuwen met slechts een speer en schild is hoe jonge mannen hun moed bewijzen, en deze jonge man heeft er nog geen gedood. Het stamhoofd is zeer oud en wordt ziek door een verwonding die hij jaren geleden opliep bij een leeuwenjacht. Zoals de lokale traditie voorschrijft, wordt de oude man achtergelaten in de bush om te sterven, wat hij zonder klacht accepteert. Maar Hayward is geschokt door zijn achterlating en nog meer wanneer Tina en Christine het ermee eens zijn. Hayward staat erop, tegen ieders protesten in, dat het stamhoofd naar hun kamp wordt gebracht voor behandeling, hoewel de kampwerker Kihero hem smeekt dit niet te doen, aangezien hun stammen vijanden zijn.
De stam denkt dat het oude stamhoofd dood is en begint met de ceremonie om zijn zoon als nieuwe stamhoofd te benoemen. Tijdens de ceremonie dansen alle jongeren in een hofmakerijritueel en Hayward ziet dat Tina wil deelnemen, net zo bezeten als de andere jongeren. De jonge stamhoofd vraagt formeel om Tina's hand in het huwelijk voor de hele stam. Precies op dat moment rent het oude stamhoofd terug naar het dorp, zijn zoon veroordelend en hem uit het dorp verdrijvend.
Woedend om Haywards inmenging, doodt de jonge man Kihero en zoekt hij King op. Tina beveelt King om Kihero's moordenaar te doden en een felle strijd volgt. Bullitt wordt gedwongen King neer te schieten, maar het is te laat. De jonge krijger is ook gedood. Uiteindelijk ziet zelfs Bullit in dat dit geen geschikte omgeving is om Tina op te voeden, en hij accepteert dat hij Christine ook verloren heeft. Haywards herenigde familie vliegt naar Amerika om daar samen een nieuw leven te beginnen.

## Rolverdeling
- William Holden als Robert Hayward
- Trevor Howard als John Bullit
- Capucine als Christine
- Pamela Franklin als Tina
- Christopher Agunda als Oudere van Masai (onvermeld)
- Ralph Helfer als Masai-krijger (onvermeld)
- Paul Oduor als Orlunga (onvermeld)
- Makara Kwaiha Ramadhani als Bogo (onvermeld)
- Samuel Obiero Romboh als Kihero (onvermeld)
- Zakee als Ol' Kalu (onvermeld)
- en de leeuw Zamba als King / The Lion

## Ontvangst
Recensent van het Algemeen Dagblad noemde de prestaties van William Holden en Trevor Howard "zeer de moeite waard": "Deze acteurs geven hun vertolkingen een stijl en een kracht, waardoor de film boven zijn eigenlijk bestaan wordt geheven. In dat opzicht heeft Cardiff zich wel laten gelden. Des te verbazingwekkender is het dat hij geen greep op het verhaal zelf heeft weten te krijgen."
Criticus van Het Vrije Volk schreef dat de film "prachtige cinemascopische opnamen van de dieren en de planten in de natuurparken van Kenia, Oeganda en Tanzania" geeft, maar dat "het verhaal lang niet zo boeiend [is]".